# 曹宝华
曹宝华（1955年4月—），男，汉族，河北冀州人，中华人民共和国企业家、政治人物，春风实业集团董事局主席兼总裁，中国共产党党员，第九、十、十一、十二、十三届全国人民代表大会河北地区代表。

## 生平
曹宝华毕业于中央党校函授学院。2008年，当选为第十一届全国人大代表。2013年，当选为第十二届全国人大代表。2018年2月24日，当选为第十三届全国人大代表。